# Pedicularis tsaii
Pedicularis tsaii är en snyltrotsväxtart som beskrevs av Hui Lin Li. Pedicularis tsaii ingår i släktet spiror, och familjen snyltrotsväxter. Inga underarter finns listade i Catalogue of Life.